# Jean-Marie Pinçon
 (novembre 2016).
Jean-Marie Pinçon, né le 29 mai 1943 à Warmeriville (Marne), est un journaliste et écrivain français.

## Biographie
Il est le fils de Paul Pinçon, ajusteur mécanicien puis chef d'entretien à la filature de laine Harmel Frères. Il raconte cette enfance dans un ouvrage, Une enfance au bord de la Suippe.
Après sa scolarité primaire à Warmeriville, il poursuit ses études secondaires en internat au lycée de Reims.
Durant son service militaire, il fait la connaissance d'Henri Dufranne, auteur de bandes dessinées qui l'invite à écrire des scénarios. De leur collaboration naîtront les personnages de Ticcioli et Thermogène, respectivement parus dans les revues pour la jeunesse Rouletabille et Record. 
Parallèlement, Jean-Marie Pinçon suit les cours de l'École supérieure de journalisme et des Hautes Études internationales à Paris. En 1965, à l'issue d'un stage d'été au quotidien régional L'Union de Reims, il est engagé à la rédaction du journal. Chef d'agence à Rethel, il publie un ouvrage sur l'abbaye cistercienne de Trois Fontaines (52) en 1968, découverte lors d'un reportage. Puis il écrit un recueil de contes et légendes tirés de l'histoire scythe, qui sera refusé par les éditions Nathan.[réf. nécessaire] Il se consacre alors entièrement à la presse. Engagé comme rédacteur en chef du magazine Mon jardin et ma maison en 1971, il quitte le journal quelques mois plus tard, à la suite d'un désaccord sur la politique rédactionnelle de la direction lui imposant des articles à caractère publicitaire au détriment de l'information.[réf. nécessaire]
Devenu reporter indépendant, Jean-Marie Pinçon crée un journal gratuit dans les Ardennes. Peu propice à la création d'entreprise, le premier choc pétrolier le contraint à cesser cette activité. Après diverses tentatives de collaborations journalistiques et quelques travaux alimentaires, il est recruté par Le Courrier picard en 1975 et rejoint le siège du quotidien régional à Amiens dans la Somme.[réf. nécessaire] Il démissionne en 1977 pour entrer à la rédaction de l'éphémère quotidien J'informe qui cessera de paraître trois mois plus tard. En décembre 1977 il est recruté à l'Agence de presse générale d'information (AGPI)  et collabore à Paris-Normandie et au Figaro. En 1978, il intègre définitivement la rédaction du Figaro. Secrétaire de rédaction, puis chef d'édition aux informations étrangères du quotidien national, il est nommé rédacteur en chef adjoint du service Tourisme-Loisirs-Gastronomie en 1989. Il quittera le journal de la rue du Louvre en 2002. 
Il multiplie les collaborations sur l'art de vivre auprès de nombreux titres de presse et tenu des rubriques dans plusieurs magazines spécialisés[source insuffisante]. Par ailleurs il est régulièrement sollicité comme conférencier.[réf. nécessaire]
Au plan éditorial, en 1986 il recueille et écrit des récits pour l'éditeur Robert Laffont[source insuffisante]. À titre personnel il publie une dizaine de titres sur des sujets d'art de vivre et sur des hommes qui se sont distingués dans ce domaine. Depuis 2012, il écrit des nouvelles et des romans historiques dont l'intrigue se déroule en particulier en Bourgogne, région où il réside une grande partie de l'année. Par ailleurs, de 1992 à 1994, il est l'animateur du Wine & Business Club et du Club des amateurs de cigare du Scribe. Depuis 2003, il est président fondateur du Club des goûteurs de caviar. 

### Nouvelles primées
- Le Coup du dictionnaire, 1er Prix, Le Livre et la Plume, 2010
- Métamorphose d'un porte-plume, Prix spécial du jury, Le Livre et la Plume, 2012
- Embrasse le petit Jules pour moi, Prix spécial du jury, Après-midis de Saint-Flo, 2015